# Будинок на вулиці Вірменській, 17 (Львів)
Будинок на вулиці Вірменській, 17 (також Кам'яниця Еміновичівська, Єміновичівська; конскрипційний № 116) — житловий будинок XVII—XVIII століть, пам'ятка архітектури національного значення (охоронний № 321). Розташований в історичному центрі Львова, на вулиці Вірменській під № 17.

## Історія
Кам'яниця зведена у XVII столітті у стилі ренесансу для родини Еміновичів (під назвою кам'яниця Еміновичівська згадується у списках 1662 і 1757 років), у другій половині XVIII століття будинок придбав Петро Лубківський, який у період з 1767 по 1779 рік перебудував кам'яницю. У другій половині XIX століття кам'яницю реконструювали.
Станом на 1871 рік власником будинку значився Міхал Сєрадзький, у 1889 році — Анна Сєрадзька і Й. Ґуляї, у 1916 та 1934 роках — Марія Тіллінґер.
У 2010-х роках у будинку проводили реставраційні роботи.

## Опис
На відміну від сусідніх будинків, що складаються забудову вулиці Вірменської, будинок № 17, незважаючи на низку перебудов і реконструкцій, зберіг свою об'ємно—просторову структуру. Будинок невеликий, двоповерховий, цегляний, тинькований, у плані сильно витягнутий вглиб ділянки. Фасад тричастинний, асиметричний, тривіконний. На правій осі фасаду — арковий портал, над ним — балкон, декорованим бароковими кованими ґратами. Вікна прямокутні, на другому поверсі декоровані лиштвами із різьбленими розетами в нижній частині. Є невелике внутрішнє подвір'я і двоповерховий флігель, що виходить на вулицю Лесі Українки (буд. № 20). З тильного фасаду зберігся первісний ренесансний портал. На вікнах 

## Галерея

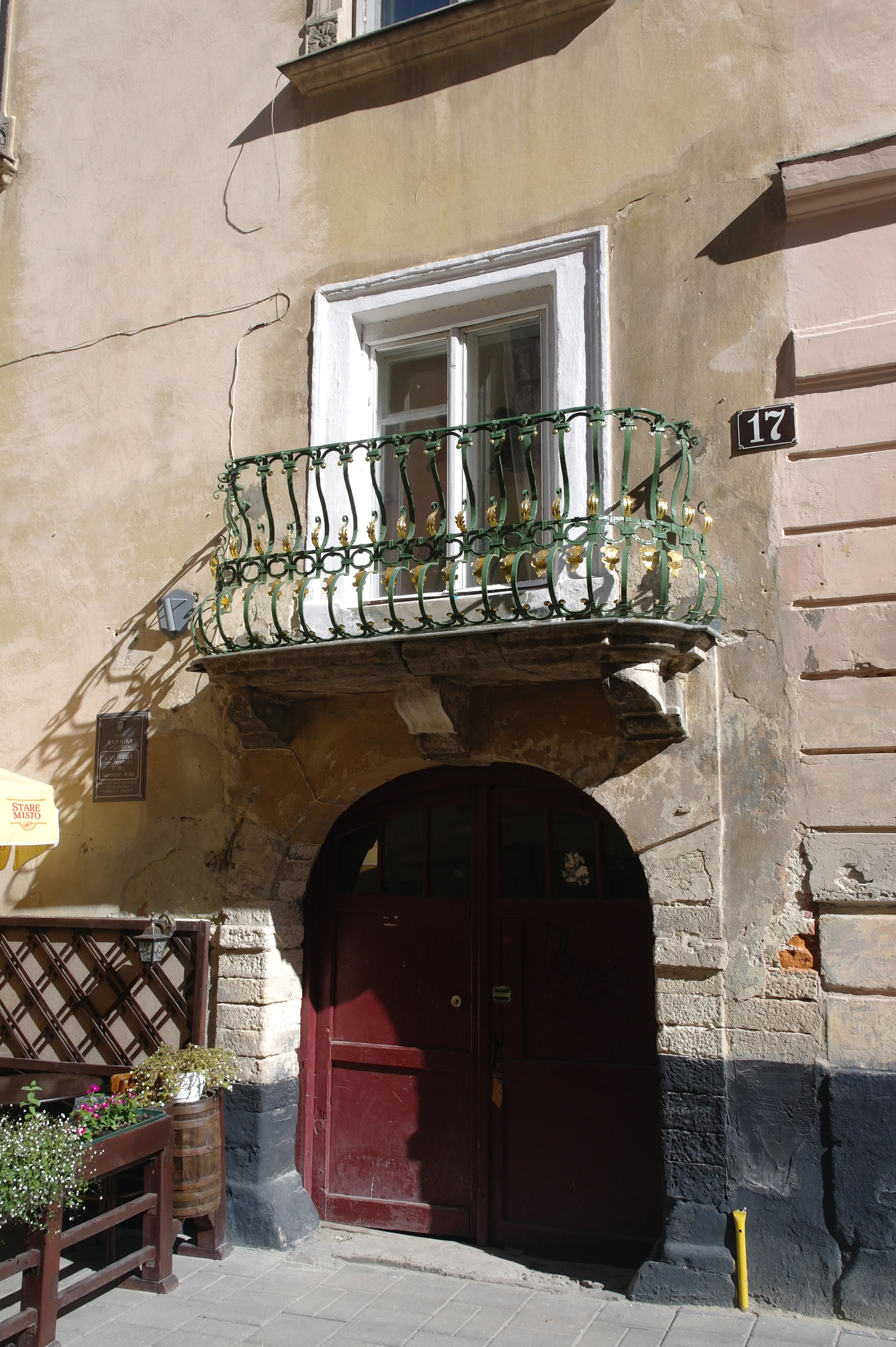
Портал із балконом
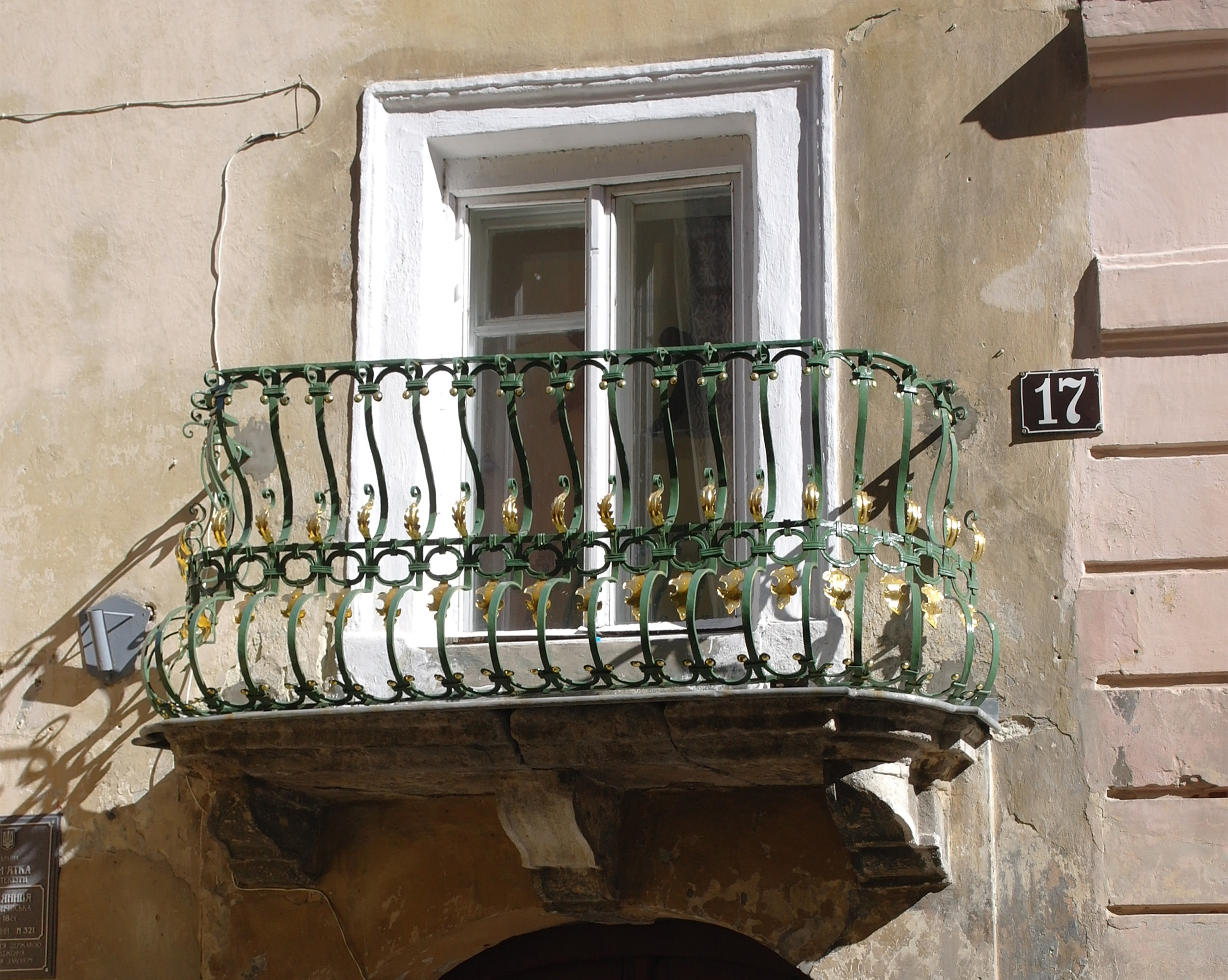
Балкон
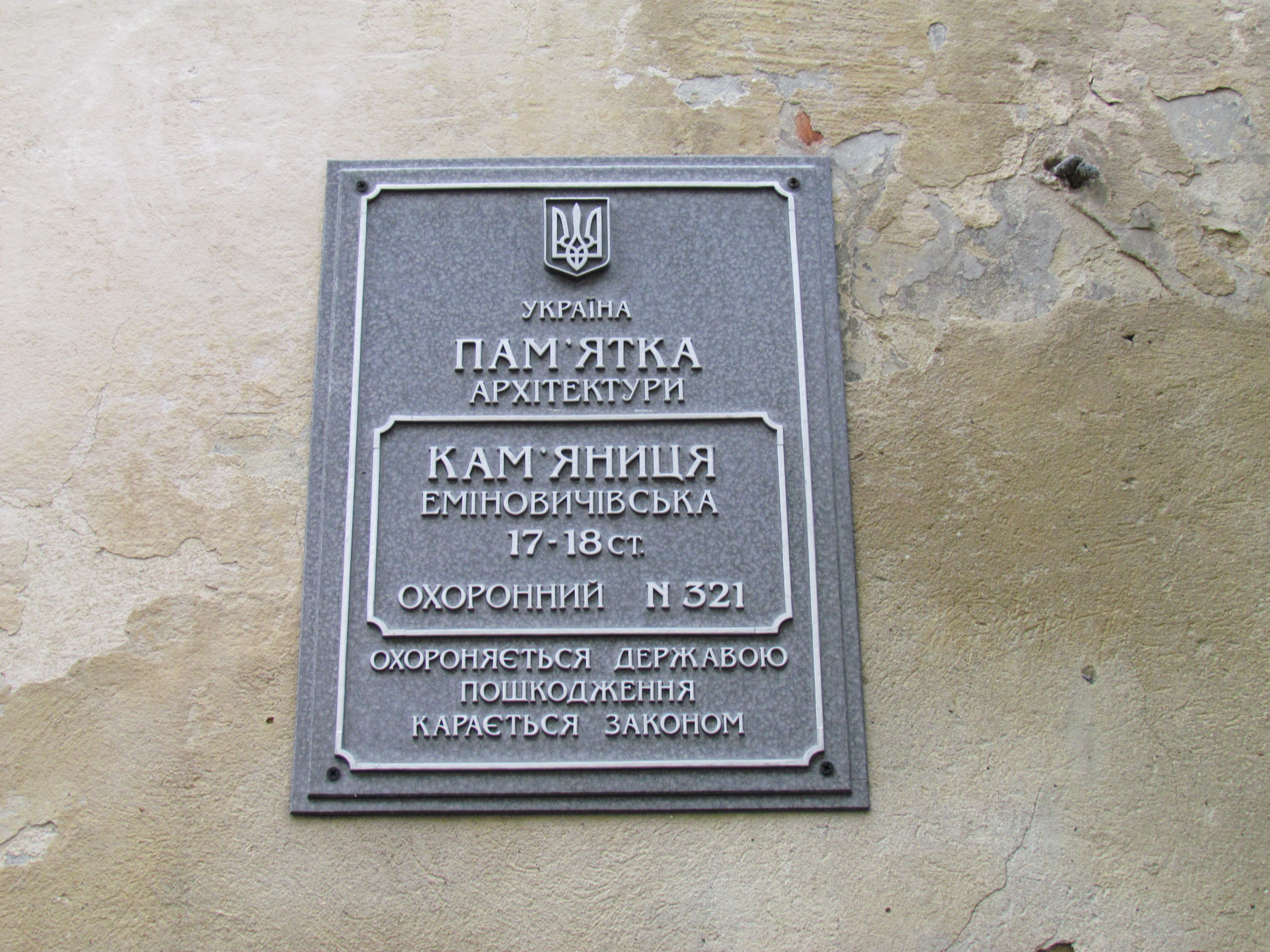
Охоронна дошка